# Helicopsyche albescens
Helicopsyche albescens là một loài Trichoptera trong họ Helicopsychidae. Chúng phân bố ở miền Australasia.